# René II d'Elbeuf
René II de Lorraine-Guise, né à Joinville le 14 août 1536, mort le 14 décembre 1566, est baron d'Elbeuf de 1550 à 1554, puis marquis d'Elbeuf de 1554 à 1566. Il est fils de Claude Ier, duc de Guise, d'Aumale, baron de Mayenne et d'Elbeuf et sire de Joinville, et d'Antoinette de Bourbon-Vendôme.
Il accompagne son frère Claude, duc d'Aumale, en 1551 en Italie et participa à la campagne du Piémont. De retour en France, il assure en 1552 la défense de Metz, qu'Henri II, roi de France, vient de conquérir et que Charles Quint cherche à reprendre. Il revient ensuite en Italie à la tête de cinq mille soldats suisses et y combat jusqu'en 1557. De retour en France, il prend part aux guerres de Religion contre les protestants. Il est à la tête de l'expédition vers l'Écosse dans le cadre de l'Auld Alliance, rassemble une flotte pour secourir sa sœur la régente Marie de Guise, mais ne peut traverser la Manche pendant l'hiver 1559-1560.
Il épouse le 3 février 1555 Louise de Rieux (1531-1570), fille de Claude de Rieux et de Suzanne de Bourbon-Montpensier, et eut :
- Marie (1555-1605), mariée en 1576 à Charles Ier de Lorraine (1555-1631), duc d'Aumale ;
- Charles Ier d'Elbeuf (1556-1605), marquis puis duc d'Elbeuf, comte d'Harcourt (par sa mère).

Il est le protecteur du compositeur Pierre Cléreau ainsi que du poète Rémy Belleau.

## Sources
- Georges Poull, La Maison ducale de Lorraine, Nancy, Presses universitaires de Nancy, 1991, 575 p. [détail de l’édition] (ISBN 2-86480-517-0)